# 模式识别 (小说)
《模式识别》（Pattern Recognition）為美国科幻小说家威廉·吉布森於2003年出版之小说。此书為吉布森第一部关于当代社会的作品，也是第一部直接提及911事件的文学作品之一。
本书改编的一部同名电影《模式识别》的制作计划已被华纳公司放弃。

## 外部連結
- 作者此书的网页（英文）